# Сартаков, Сергей Венедиктович
Серге́й Венеди́ктович Сартако́в (13 [26] марта 1908, Омск, Акмолинская область, Российская империя — 1 мая 2005, Москва) — русский советский писатель, один из высших руководителей СП СССР. Лауреат Государственной премии СССР (1970). Герой Социалистического Труда (1984). Член ВКП(б) с 1951 года.

## Биография
Родился 13 (26) марта 1908 год в Омске в семье железнодорожного служащего. Мать, Нарубина Анна Яковлевна (1882—1930), родом из деревни Мушино Сарьянской волости Дриссенского уезда Витебской губернии. Отец, Сартаков Венедикт Ефремович (1875—1968), родом из села Осино-Лазовки Верхне-Ценской волости Тамбовского уезда Тамбовской губернии. Брат — Михаил, сестра — Валентина.
Опасаясь колчаковских репрессий, семья в 1918 году переехала в Минусинск, а в 1919 году обосновалась на таёжной заимке. У детей не было возможности посещать школу, и в 1924 году Сергей, обучавшийся самостоятельно по многотомной «Гимназии на дому», сдал экзамены за школьный курс экстерном. В 1928 году Сартаковы вернулись в Минусинск, где Сергей устроился на работу в артель столяром и по совместительству счетоводом. Окончил заочные Высшие счётно-финансовые курсы СОНО по фабрично-заводскому счетоводству в Москве. В свободное время участвовал в художественной самодеятельности, занимался режиссурой, выступал на сцене Минусинского драматического театра и во время одного из выступлений сорвал голос, после чего прекратил выступления.
В 1931—1933 годах служил в РККА начальником счётно-финансового сектора УВСР (участка военно-строительных работ) № 17 на советско-китайской границе. Демобилизовавшись, работал в Главном управлении Северного морского пути в Москве, однако, не найдя в Москве жилплощади, в столице не закрепился. Вернувшись в Минусинск, поступил на работу бухгалтером в лесоэкспортный трест «Севполярлес», который уже в 1935 перевели в Красноярск. Со временем стал главным бухгалтером организации. Переболел туберкулёзом в тяжёлой форме, долго лечился.
В 1938 опубликовал первый рассказ. 1 июня 1941 года женился на сотруднице «Севполярлеса» Софье Семёновне Поповой.
Летом 1942 года был призван в армию, но быстро получил бронь как ответственный хозяйственный работник.
С середины 1940-х годов полностью посвятил себя литературной деятельности. В 1946 году книжка Сартакова «По Чунским порогам» получила первую премию Всесоюзного конкурса Детгиза, он был принят в СП СССР, рекомендации дали Лидия Сейфуллина (назвавшая Сартакова «нашим Джеромом») и Анна Караваева. По инициативе Сартакова было создано Красноярское отделение Союза писателей. Возглавив отделение, он руководил им в течение 12 лет.
В 1957 году по предложению Леонида Соболева Сартакова пригласили в Оргкомитет по созданию Союза писателей РСФСР, в 1958 году он с семьёй переехал в Москву. Занимал высокие выборные должности в советских писательских организациях, 8 лет был заместителем председателя Союза российских писателей, 21 год — заместителем председателя Союза писателей СССР. В литературном плане позднее творчество Сартакова представляло собой типичный образчик так называемой «секретарской прозы» соцреализма.
Курировал полиграфию в союзе писателей, был одним из самых издаваемых авторов. «Считался всесильным человеком, потому что в его кабинете формировались и утверждались планы книжных издательств, попасть в которые — заветная мечта каждого писателя» Депутат ВС РСФСР 5-го созыва (1958—1962). Почётный гражданин Красноярска (1975). Был членом редакционной коллегии журнала «Роман-газета».
Скончался 1 мая 2005 года на 98-м году жизни. Похоронен на Переделкинском кладбище (Московская область).
Должности в Союзе писателей:
- председатель Красноярского отделения СП (1946—1957)
- член Оргкомитета по созданию СП РСФСР (1957)
- заместитель председателя правления СП РСФСР, председатель Литфонда СП РСФСР (1958—1966)
- секретарь правления СП СССР (1967—1986)
- председатель комиссии съезда советских писателей по уставу (1971)
- заместитель председателя бюро секретариата правления СП СССР (с 1971)

Книги Сартакова отмечены любовью к Сибири и людям, её преобразующим; для его повествовательной манеры характерен лиризм, ощущение авторского «присутствия».

Народный писатель Калмыкии Алексей Балакаев, репрессированный в годы войны, считал, что своей состоявшейся литературной биографией он всецело обязан Сартакову: «Сартаков опубликовал моё первое произведение „Первые шаги“ на литературной странице газеты „Красноярский рабочий“. За поддержку спецпереселенца, за связь с ним он мог поплатиться не только партбилетом, но и собственной свободой. Чувство справедливости у Сергея Венедиктовича оказалось выше, чем чувство страха, он проявил здесь настоящее мужество».
Вплоть до 1951 года сумел избегать вступления в ВКП(б), однако в 1973 году наряду с К. М. Симоновым, В. П. Катаевым, С. В. Михалковым и ещё 27 партийными писателями подписал Письмо группы советских писателей о Солженицыне и Сахарове.

## Семья
- сын Сартаков Александр Сергеевич (28.05.1942 — 06.07.2018)[8], инженер-конструктор, член союза архитекторов России, автор многих архитектурных проектов в Москве. Похоронен  рядом с родителями.
- дочь Сартакова Татьяна Сергеевна (14.05.1945 — 02.12.1998)[9], литературовед, редактор, литературный переводчик, во втором браке была замужем за поэтом Игорем Ивановичем Ляпиным. похоронена на Митинском кладбище.
  - внуки: Любовь Александровна (р. 1968), Анна Александровна (р. 1974), Лидия Александровна (р. 1982); Михаил Игоревич (р. 1971), Сергей Игоревич (р. 1972), Татьяна Игоревна (р. 1981).

## Награды и премии
- Герой Социалистического Труда (16.11.1984)
- два ордена Ленина (2.7.1971; 16.11.1984)
- орден Октябрьской Революции (24.3.1978)
- два ордена Трудового Красного Знамени (15.4.1958; 28.10.1967)
- медали
- Государственная премия СССР (1970) — за трилогию «Барбинские повести»

## Память
Именем Сартакова названа одна из улиц Нижнеудинска, а также Минусинска.

## Сочинения
- Собрание сочинений в 5 томах + 6-й доп. — М.: Художественная литература, 1978—1980.
- «Алексей Худоногов» (1938)
- «По Чунским порогам» (1946)
- «Плот идёт на Север» (1949)
- «Каменный фундамент» (1950)
- «Хребты Саянские» (1936—1954)
- «Ледяной клад» (1961)
- «Первая встреча» (1967)
- «Барбинские повести», трилогия
  1. «Горный ветер» (1957)
  2. «Не отдавай королеву» (1960)
  3. «Медленный гавот» («Козья морда») (1966)
- «Жаркий летний день» (1969)
- «Философский камень» (1966—1971)
- «А ты гори, звезда» (1966—1974)
- «Свинцовый монумент» (1981)
- «Вечная песнь — колыбельная» (1982—1985)